# Euphumosia reversa
Euphumosia reversa är en tvåvingeart som beskrevs av Torgerson och James 1967. Euphumosia reversa ingår i släktet Euphumosia och familjen spyflugor. Inga underarter finns listade i Catalogue of Life.